# Psyllobora vigintiduopunctata
La mariquita de veintidós puntos (Psyllobora vigintiduopunctata) es una especie de coleóptero cucujoideo de la familia Coccinellidae, que se distribuye por Europa.

## Descripción
Esta especie de aspecto redondeado tiene un tamaño de 3-5 mm de largo; es de color amarillo, tanto en su estadio adulto como larvario. Posee 11 puntos negros en cada élitro o ala anterior (sumando 22), a los que se añaden 5 puntos más, también negros, situados en el pronoto o protórax, que en algunos machos puede ser de color más blanco. Estos puntos pueden llegar a veces a fusionarse. Posee dos ojos negros en la cabeza, de color amarillo, donde aparecen dos puntos negros más (en la frente). Las antenas y las patas presentan un color amarillo más oscuro.

## Alimentación
A diferencia del resto de mariquitas, los miembros del género Psyllobora no son  depredadores de pulgones u otros insectos, sino que se alimentan de hongos que crecen sobre los tejidos vegetales, especialmente aquellos que producen el oídio o mildiu sobre hojas y tallos de umbelíferas o pequeños arbustos.